# Barbara Gertchen
Barbara Gertchen, coniugata Nawrot (Rawicz, 3 dicembre 1958), è un'ex cestista polacca.

## Carriera
Con la Polonia ha disputato i Campionati europei del 1980.